# Святослав Всеволодович
Святослав Всеволодович (д.-рус. Ст҃ославъ Всеволодичь; хрещене ім'я Михайло, також відомий як Святослав III, мав прізвиська Мудрий та Грізний, після 1116 — 25 липня 1194) — руський князь з династії Рюриковичів, гілки Ольговичів. Князь новгородський (1141), турівський (1142, 1154—1155), волинський (1141—1146), буський (1146), сновський (?) (1151—1154), стародубський (?) (1155—1157), сіверський (1157—1164), чернігівський (1164—1177), Великий князь Київський з короткочасними перервами (1173—1194).
Старший син і спадкоємець великого князя київського Всеволода Ольговича та Марії, доньки Мстислава Великого. Організатор та учасник антиполовецької коаліції руських князів, зокрема Орельської операції (1184). Цілковита ліквідація половецької загрози не вдалася через нескоординовані виступи окремих князів. Також відомий як правитель якому вдалося загальмувати розпад Київської держави і досягти стабілізації під кінець XII ст.

## Біографія

Печатка Святослава Всеволодовича

1141 року батько Святослава, ставши великим князем київським, надав йому Турів, а потім Володимир, де він княжив до 1146 року. З 1146-го року, коли в Києві вокняжився Ізяслав Мстиславич, Святослава вигнано з Волині натомість він отримав 5 міст і Межибіжжя. У війні за Київ між Ізяславом і Юрієм Долгоруким (1148—1152) Святослав підтримував останнього. По смерті Долгорукого (1157) Київ посів Ізяслав Давидович надавши Святославу Всеволодовичу Новгород-Сіверський.
1164-го у Чернігові помер Святослав Ольгович, Святослав посів його місце. Він перевів до Новгорода-Сіверського свого брата Олега Святославича і пообіцяв нагородити його братів Ігоря Святославича і Всеволода Святославича, але обіцянку не виконав. Коли ображені Святославичі у 1166-му спробували силою здобути обіцяне напустив на них половецьку орду. У 1170-х рр. прагнув оволодіти Києвом, і досяг свого влітку 1176, але 1180-го його вигнав Рюрик Ростиславич. Конфлікт із Рюриком був залагоджений компромісом: 1181 Святослав став київським князем, поступившись Ростиславичу Київською землею. У Південній Русі почав правити дуумвірат глав князівських кланів Ольговичів і Ростиславичів смоленських, що дещо послабило міжкнязівські усобиці. Разом із Рюриком Ростиславичем очолював успішні походи на половців у 1184 та 1185 роках.

## Новий двір і Святослав Всеволодович
В кінці 12 століття в літопису два рази згадується Новий двір: перший раз під 1194 роком, у зв'язку з перебуванням в ньому Святослава Всеволодовича, другий раз під 1197 роком, у зв'язку з будівництвом Рюриком Ростиславичем на цьому дворі Василівської церкви. Короткість літописного повідомлення призвела до появи низки досить суперечливих версій щодо того, кто і коли побудував цей двір, і де він розташовувався.
М. В. Закревський вважав, що Новий двір являв собою перебудований біля 1194 року Великий Ярославів двір, який він тим самим заменив. М. І. Петров вважав, що Новий двір був побудований Святославом Всеволодовичем біля Великого Ярославового двору. Д. І. Іловайський розміщував Новий двір біля Кирилівського монастиря, його підтримав В. К. Щероцький, пізніше — П. П. Толочко й І. І. Мовчан. П. О. Раппопорт висунув версію, що Новий двір знаходився у Копиревому кінці (сучасний Кудрявець), на місце де зараз знаходиться Національна академія мистецтв України. До цієї гіпотези приєднався також Ю. С. Асєєв, який обґрунтував її імовірним розташуванням у цьому місці родового монастиря Ольговичів — Симоновського (гадая Новий двір також родовим для Ольговичів), та ототожнивши знайдені там же фундаменти церкви з Василівською церквою Нового двору. С. І. Климовський вважає, ще Новий двір був споруджений Ярославом Мудрим біля Софійського собору. До цього двору він відносить: фундаменти палацу 10-11 століття знайдені під будинком № 33 по Володимирській вулиці; залишки дерев'яної споруди знайдені 2001 року по вулиці Рейтарській, 4 (на думку Климовського — будівля гридниці); залишки мурів на південь від Софійського собору; фундаменти церкви на розі Володимирській та Ірининській вулиць (зазвичай вважається Ірининською церквою, за С. І. Климовським — Василівська церква Нового двору). За підрахунками С. І. Климовського довжина двору з заходу на схід складала близько 300 м, ширина, що найменше, 150 м, що дає у підсумку площу 4,5 га, тобто більше площі Великого Ярославового двору.

## Князювання в Києві
1. 6 вересня 1173 — 18/19 грудня 1173
2. березень 1174 — квітень 1174
3. 20 липня 1176 — кінець липня 1176
4. серепень 1176 — січень 1181
5. літо 1181 — 25 липня 1194

## Сім'я
Дружина: Марія Васильківна, донька Полоцького князя, померла 1190 року.
Діти:
- Олег (?—1204) — князь стародубський (1190—1198 рр.), сіверський (1198—1202 рр.) і чернігівський (1202—1204 рр.)
- Всеволод Чермний (?—1215) — князь чернігівський, великий князь київський (1206, 1207, 1210—1212)
- Володимир (?—1201) — князь вщижський(?) і новгородський (1180—1181).
- Гліб (?—1217) — князь чернігівський.
- Мстислав (?—1223) — князь чернігівський (1216(?)—1223), загинув у битві на Калці.
- дочка — дружина рязанського князя Романа Глібовича.
- Болеслава — з 1167 одружена з галицьким княжичем Володимиром Ярославичем. За версією дослідника Юрія Сбітнева, Болеслава була автором «Слова о полку Ігоревім»[10].
- дочка — одружена з трипільським князем Мстиславом Володимировичем.